# تامیجی ساتو
تامیجی ساتو (انگلیسی: Tamiji Sato؛ زادهٔ ۱۴ دسامبر ۱۹۳۹) کشتی‌گیر اهل ژاپن بود.